# James H. Polk

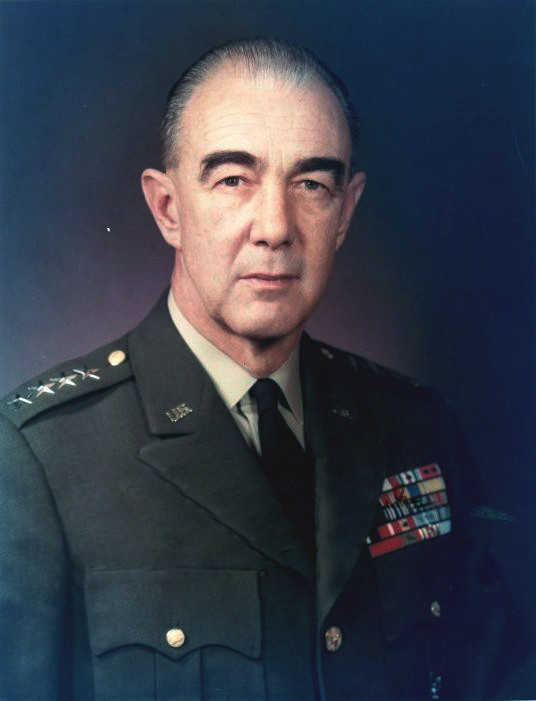
James H. Polk, um 1950

James Hilliard Polk  (* 13. Dezember 1911 in der Provinz Batangas, Philippinen; † 18. Februar 1992 in El Paso, Texas) war ein US-amerikanischer Offizier und General der US Army. Er diente zuletzt von 1967 bis 1971 als Oberbefehlshaber der 7. US-Armee in Heidelberg die auch unter dem Namen United States Army Europe (USAREUR) bekannt ist. Zudem war er Kommandierender General der Central Army Group der NATO. Sein Titel lautete CINCUSAREUR/COMCENTAG (Commander in Chief United States Europe, Commander Central Army Group).

## Leben
James Polk wurde 1911 als Sohn von Colonel Harding Polk und dessen Ehefrau Esther, geborene Fleming, auf den Philippinen geboren. Zwischen 1929 und 1933 absolvierte er die US-Militärakademie in West Point. Anschließend wurde er der Kavallerie zugeteilt, die damals tatsächlich noch mit Pferden operierte und noch nicht zur Panzereinheit späterer Tage umfunktioniert war. Damit wurde Polk einer der letzten späteren Generäle, die in ihrer Jugend noch in der klassischen Kavallerie dienten. Bis zum Ausbruch des Zweiten Weltkriegs blieb Polk bei dieser Truppe. Im Jahr 1939 gewann er sogar ein Pferdespringen für Polizei und Militärangehörige bei der National Horse Show im Madison Square Garden.
Nach dem Ausbruch des Zweiten Weltkriegs wurde Polk taktischer Offizier an der Militärakademie in West Point. Nach einer Fortbildung in Fort Leavenworth wurde er 1943 dem in Fort Hood stationierten 106th Cavalry Regiment (Panzer) zugeteilt. Seit 1944 war er auf dem europäischen Kriegsschauplatz eingesetzt. Im September dieses Jahres übernahm er das Kommando über die 3rd Cavalry Group, die bei Metz in Kampfhandlungen verwickelt wurde. Er behielt dieses Kommando bis zum Ende des Krieges. Anschließend gehörte er für kurze Zeit den Besatzungstruppen in Deutschland an, ehe er nach Fort Riley versetzt wurde, wo er Leiter der Taktikschule wurde (Chief of Tactics at the Ground General School). Anschließend absolvierte er das Joint Forces Staff College. Zwischen 1948 und 1951 war er in Tokio stationiert, wo er dem amerikanischen Oberkommando für den Fernen Osten angehörte. Dort zählte er zur G-2-Abteilung, die für Nachrichtendienste zuständig war. Zu Beginn des Koreakrieges war er Leiter der G-2-Abteilung des X. Armeekorps und dann der 8. US-Armee. Im August 1951 kehrte er in die USA zurück, wo er das National War College absolvierte. Anschließend unterrichtete er am United States Army War College. Schließlich wurde er Stabschef der 3. Panzerdivision, die damals in Fort Knox stationiert war und bald darauf nach Deutschland verlegt wurde. Im Jahr 1956 wurde Polk zum Brigadegeneral und zum stellvertretenden Divisionskommandeur befördert. Es folgten Dienstzeiten beim damaligen NATO-Hauptquartier in Fontainebleau und im Pentagon. Nach seiner Beförderung zum Generalmajor übernahm er das Kommando über die 4. Panzerdivision. Zwischen dem 2. Januar 1963 und dem 31. August 1964 war er als Nachfolger von Albert Watson Kommandant des Amerikanischen Sektors von Berlin. In diese Zeit fiel der Berlin-Besuch von Präsident John F. Kennedy im Juni 1963.
Nach seiner Beförderung zum Generalleutnant wurde Polk Kommandeur des V. Corps, das in Frankfurt stationiert war. Diesen Posten hatte er zwischen 1964 und 1966 inne. Nach einer kurzen Dienstzeit als Assistant Chief of Staff for Force Development in den USA wurde James Polk als Vier-Sterne-General am 1. Juni 1967 als Nachfolger von Andrew P. O’Meara neuer Oberbefehlshaber der amerikanischen Heeresstreitkräfte in Europa (USAREUR). Sein Hauptquartier befand sich im Keyes Building der Campbell Barracks in Heidelberg. Gleichzeitig übernahm er auch das Kommando über die Central Army Group. Diesen Posten hatte er bis zum 20. März 1971 inne. Wenig später, am 1. April 1971, ging er in den Ruhestand, den er in El Paso verbrachte. Er bekleidete mehrere Ehren- und Veteranenämter. Zwischen 1975 und 1984 war er Präsident der Organisation Army Emergency Relief und von 1978 bis 1992 war er Vorsitzender der U.S. Cavalry Association. James Polk starb am 18. Februar 1992 und wurde auf dem Nationalfriedhof Arlington beigesetzt.

## Auszeichnungen
General Polk wurde im Verlauf seiner Dienstzeit mit folgenden Orden und Ehrenzeichen ausgezeichnet:
- Army Distinguished Service Medal
- Silver Star
- Legion of Merit
- Bronze Star
- Air Medal
- American Campaign Medal
- European-African-Middle Eastern Campaign Medal
- World War II Victory Medal
- Croix de guerre
- Ehrenlegion
- Republic of Korea Presidential Unit Citation